# 灰黃擬雀鯛
紅准雀鯛（学名：Pseudochromis luteus），又名灰黃擬雀鯛、准雀鯛、紅獅公、紅貓仔，为輻鰭魚綱鱸形目鱸亞目准雀鯛科擬雀鯛屬下的一个种，分布於西太平洋日本及菲律賓海域，深度0-20公尺，本魚體延長，背鰭硬棘3枚；背鰭軟條 24-26枚；臀鰭硬棘3枚；臀鰭軟條13-14枚，體長可達4.7公分，棲息在珊瑚礁區，生活習性不明。
其种加词“luteus”意为“灰黄色的”。